# توم بارينغتون
توم بارينغتون (بالإنجليزية: Tom Barrington)‏ هو لاعب كرة قدم أمريكية أمريكي، ولد في 29 يناير 1944 في ليما في الولايات المتحدة، وتوفي في 8 نوفمبر 2002 في كولومبوس في الولايات المتحدة.

## وصلات خارجية
- توم بارينغتون على موقع مرجع كرة القدم المحترفة.كوم (الإنجليزية)